# Missão Velha (kommun)
Missão Velha är en kommun i Brasilien.   Den ligger i delstaten Ceará, i den östra delen av landet, 1 400 km nordost om huvudstaden Brasília. Antalet invånare är 34 258. Arean är 651 kvadratkilometer.
Terrängen i Missão Velha är varierad.
Följande samhällen finns i Missão Velha:
- Missão Velha

Omgivningarna runt Missão Velha är huvudsakligen savann. Runt Missão Velha är det ganska glesbefolkat, med 42 invånare per kvadratkilometer.